# 比尔·沃特森

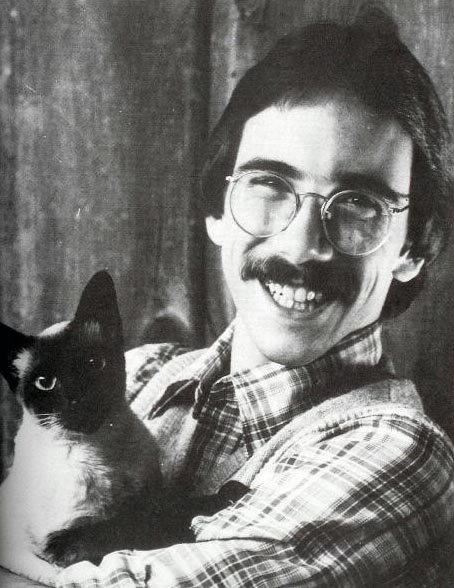
比尔·沃特森

比尔·沃特森（William Boyd Watterson II，1958年7月5日—）是一位美国漫画家，也是凯文的幻虎世界的作者。 1995年11月9日，沃特森宣布退休，並且退出公眾視線，也不对任何人授權自己的漫画。美国漫画家协会曾授予其鲁本奖。